# グッド・ライ 〜いちばん優しい嘘〜
『グッド・ライ 〜いちばん優しい嘘〜』（グッド・ライ いちばんやさしいうそ、原題：The Good Lie）は、2014年制作のアメリカ合衆国・インドの映画。
第二次スーダン内戦で難民となり、アメリカとスーダンの協力でアメリカ各地に移住した若者たち＝スーダンのロストボーイズの実話の映画化。ロン・ハワード製作、リース・ウィザースプーン主演。第10回UNHCR難民映画祭オープニング上映作品。

## あらすじ
1983年、第二次スーダン内戦が勃発、マメールらスーダンの青少年たちは両親と故郷を失い、安全だと言われる隣国ケニアへ逃れるため、1000キロ以上にも及ぶ道を歩き続ける。途中、病気になったり、再び武装集団に襲われたりして、ケニアの難民キャンプにたどり着いたときに生き残っていたのは、 マメールと、ジェレマイア、ポール、姉のアビタルの4人だけだった。
それから10数年後の2000年、彼らに転機が訪れる。内戦によって両親や家も失った3600人のスーダン人の若者を、アメリカとスーダンが協力して全米各地に移住させる計画が実行に移されることになったのだ。
マメールたち4人は皆審査に合格、晴れてアメリカの土を踏むが、「女性は一般家庭が受け入れる」という移民局の規則によって、アビタルはマメールたちから離される。マメールたちは「難民の第三国定住制度」で受け入れたカンザスシティに向かい、世話係を担当する女性キャリーと合流する。
キャリーは彼らに就職を斡旋しようと奔走するが、電話を見たこともなく、マクドナルドも知らない彼らの就職は困難を極める。しかし、彼らはキャリーの奔走のおかげもあって何とか仕事に就く。
だが、その後も彼らは価値観の相違から様々なトラブルを引き起こし、キャリーは対応に苦慮する。

## キャスト
※括弧内は日本語吹替
- キャリー・デイヴィス：リース・ウィザースプーン（園崎未恵）
- マメール：アーノルド・オーチェン（奈良徹）
- ジェレマイア：ゲール・ドゥエイニー（星野貴紀）
- ポール：エマニュエル・ジャル（井木順二）
- ジャック：コリー・ストール（荒井勇樹）

## 備考
劇中でスーダンのロストボーイズ役を演じるアーノルド・オーチェン、ゲール・ドゥエイニー、エマニュエル・ジャルは、実際のロストボーイズである。